# بانیاس
بانیاس (به عربی: بانیاس) یک منطقهٔ مسکونی در سوریه است که در شهرستان بانیاس واقع شده‌است.

## خصوصیات
بانیاس ۴۲٬۱۲۸ نفر جمعیت دارد.